# Muchobór Mały
Muchobór Mały (niem. Klein Mochbern) – osiedle w zachodniej części Wrocławia, w byłej dzielnicy Fabryczna. W granicach miasta od 1928 roku.
Dawniej wieś na prawym brzegu rzeki Ślęzy, w rejonie dzisiejszego skrzyżowania ulicy Muchoborskiej i Traktatowej i w pobliżu stacji kolejowej Wrocław-Muchobór. Muchobór wzmiankowany po raz pierwszy w roku 1193 w dokumencie, w którym Innocenty III zatwierdził posiadłości klasztoru NMP na Piasku i pozostawał jego własnością aż do sekularyzacji w 1810 roku.
W 1311 pojawia się po raz pierwszy Muchobór Mały (w odróżnieniu od Muchoboru Wielkiego leżącego po drugiej stronie rzeki Ślęzy), jako Mochbor parvum, a w 1425 jako Mochebor Minor. Wieś znajdowała się w okolicy skrzyżowania ulic Traktatowej i Muchoborskiej. W XIV wieku znajdowały się tu dwa folwarki. 
W 1474 r. między Karnczą Górą a Muchoborem zawarto rozejm w wojnie między królem polskim Kazimierzem Jagiellończykiem i królem czeskim Władysławem Jagiellończykiem a królem węgierskim Maciejem Korwinem, na mocy którego ten ostatni zachował Śląsk.
W 1795 było tu 100 mieszkańców i 21 gospodarstw. Połączenie kolejowe osada otrzymała w 1874 roku.
W dniu 1 kwietnia 1945 osiedle zostało zdobyte przez Armię Czerwoną.
Muchobór Mały od południa graniczy z osiedlem Grabiszyn, a od północy z Nowym Dworem i Gądowem Małym.
Obecnie niektóre nazwy ulic na Muchoborze Małym wywodzą się od nazw różnych państw, a przed wojną nawiązywały do nazw zamorskich niemieckich posiadłości kolonialnych, np.: Windhuk Straße – dziś ul. Angielska; Tanga Straße – Australijska; Samoa Straße – Holenderska; Duala Straße – Grecka; Togo Straße – Kanadyjska; Apia Straße – Norweska.